# Camponotus fieldeae
Camponotus fieldeae é uma espécie de inseto do gênero Camponotus, pertencente à família Formicidae.